# Nasz ziemski Eden
Nasz ziemski Eden – trzeci album zespołu Papa Dance nagrany w 1988, a wydany rok później nakładem Tonpressu w formie winylowej i w 1991 roku w formie kompaktowej. Zespół prezentuje w nim bardziej pop-rockowe brzmienie, aranżacje urozmaicone zostały m.in. gitarą elektryczną, basową oraz akordeonem.
W 1991 roku Tonpress wydał reedycję albumu na CD. Na CD znalazły się trzy dodatkowe utwory. W 2002 roku wydawnictwo Andromeda wydała album na CD. W 2003 roku Agencja Artystyczna MTJ wydała na CD reedycję albumu z trzema dodatkowymi utworami.

## Lista utworów

### Utwory na wydaniu z 1988 roku
| Strona A | Strona A                               | Strona A |
| Nr       | Tytuł utworu                           | Długość  |
| -------- | -------------------------------------- | -------- |
| 1.       | „Galaktyczny zwiad” (słowa: P. Sałata) |          |
| 2.       | „Nasz Disneyland” (słowa: J. Sokół)    |          |
| 3.       | „Temat na clip” (słowa: A. Bankrut)    |          |
| 4.       | „It's a simple song” (słowa: E. Kolon) |          |
| 5.       | „Zły omen” (słowa: W. Wiśniewski)      |          |

| Strona B | Strona B                              | Strona B |
| Nr       | Tytuł utworu                          | Długość  |
| -------- | ------------------------------------- | -------- |
| 1.       | „Czas szaleństwa” (słowa: P. Sałata)  |          |
| 2.       | „Nietykalni” (słowa: M. Fanga)        |          |
| 3.       | „Ciało i talent...” (słowa: J. Sokół) |          |
| 4.       | „Skajlajt” (słowa: M. Fanga)          |          |
| 5.       | „Twój ziemski Eden” (słowa: J. Sokół) |          |
| 6.       | „The End”                             |          |

Muzykę do wszystkich utworów napisał Adam Patoh.

### Utwory z reedycji z 1991 roku
| Nr  | Tytuł utworu                                             | Długość |
| --- | -------------------------------------------------------- | ------- |
| 1.  | „Galaktyczny zwiad” (słowa: P. Sałata)                   | 5:09    |
| 2.  | „Nasz Disneyland” (słowa: J. Sokół)                      | 3:40    |
| 3.  | „Temat na clip” (słowa: A. Bankrut)                      | 3:59    |
| 4.  | „It's a simple song” (słowa: E. Kolon)                   | 3:57    |
| 5.  | „Zły omen” (słowa: W. Wiśniewski)                        | 4:14    |
| 6.  | „Czas szaleństwa” (słowa: P. Sałata)                     | 3:35    |
| 7.  | „Nietykalni” (słowa: M. Fanga)                           | 4:52    |
| 8.  | „Ciało i talent...” (słowa: J. Sokół)                    | 3:56    |
| 9.  | „Skajlajt” (słowa: M. Fanga)                             | 3:31    |
| 10. | „Twój ziemski Eden” (słowa: J. Sokół)                    | 3:46    |
| 11. | „The End”                                                | 1:02    |
| 12. | „Rudi colour”                                            | 3:50    |
| 13. | „Ona była inna”                                          | 4:24    |
| 14. | „Nasz Disneyland (przedłużona wersja)” (słowa: J. Sokół) | 7:08    |
|     |                                                          | 57:03   |

### Utwory z reedycji z 2002 roku
| Nr  | Tytuł utworu                           | Długość |
| --- | -------------------------------------- | ------- |
| 1.  | „Galaktyczny zwiad” (słowa: P. Sałata) | 5:10    |
| 2.  | „Nasz Disneyland” (słowa: J. Sokół)    | 3:42    |
| 3.  | „Temat na clip” (słowa: A. Bankrut)    | 4:01    |
| 4.  | „It's a simple song” (słowa: E. Kolon) | 3:58    |
| 5.  | „Zły omen” (słowa: W. Wiśniewski)      | 4:15    |
| 6.  | „Czas szaleństwa” (słowa: P. Sałata)   | 3:36    |
| 7.  | „Nietykalni” (słowa: M. Fanga)         | 4:54    |
| 8.  | „Ciało i talent...” (słowa: J. Sokół)  | 3:58    |
| 9.  | „Skajlajt” (słowa: M. Fanga)           | 3:33    |
| 10. | „Twój ziemski Eden” (słowa: J. Sokół)  | 3:47    |
| 11. | „The End”                              | 1:01    |
|     |                                        | 41:55   |

Muzykę do wszystkich utworów napisał Adam Patoh.

### Utwory z reedycji z 2003 roku
| Nr  | Tytuł utworu                                             | Długość |
| --- | -------------------------------------------------------- | ------- |
| 1.  | „Galaktyczny zwiad” (słowa: P. Sałata)                   | 5:00    |
| 2.  | „Nasz Disneyland” (słowa: J. Sokół)                      | 3:33    |
| 3.  | „Temat na clip” (słowa: A. Bankrut)                      | 3:55    |
| 4.  | „It's a simple song” (słowa: E. Kolon)                   | 3:52    |
| 5.  | „Zły omen” (słowa: W. Wiśniewski)                        | 4:02    |
| 6.  | „Czas szaleństwa” (słowa: P. Sałata)                     | 3:30    |
| 7.  | „Nietykalni” (słowa: M. Fanga)                           | 4:48    |
| 8.  | „Ciało i talent...” (słowa: J. Sokół)                    | 3:50    |
| 9.  | „Skajlajt” (słowa: M. Fanga)                             | 3:30    |
| 10. | „Twój ziemski Eden” (słowa: J. Sokół)                    | 3:45    |
| 11. | „The End”                                                | 1:00    |
| 12. | „Nasz Disneyland (przedłużona wersja)” (słowa: J. Sokół) | 7:07    |
| 13. | „Rudi colour”                                            | 3:46    |
| 14. | „Ona była inna”                                          | 4:20    |
|     |                                                          | 55:58   |

Muzykę do wszystkich utworów napisał Adam Patoh.

## Twórcy
- Adam Patoh (Sławomir Wesołowski, Mariusz Zabrodzki) – producenci muzyczni, kompozytorzy
- Paweł Stasiak – wokal
- Jacek Szewczyk – gitara, chórki
- Andrzej Zieliński – instrumenty klawiszowe, akordeon, chórki
- Waldemar Kuleczka – gitara basowa, chórki
- Tadeusz Łyskawa – perkusja elektroniczna
- Anna Jurksztowicz – chórki towarzyszące
- Petr Kotvald – wokal w piosence „It's a simple song"
- Maciej Zembaty – głos w introdukcji w piosence „Galaktyczny zwiad"
- Ryszard Wojtyński – projekt graficzny okładki
- Marek Czudowski i Harry Weinberg – foto